# Нова Гребля (Тернопільський район)
Нова́ Гре́бля —  село в Україні, у Саранчуківській сільській громаді Тернопільського району Тернопільської області. Розташоване на правому березі річки Золота Липа. До 10 серпня 2017 року підпорядковувалось органу місцевого самоврядування — Рибниківська сільська рада. 
Населення — 19 осіб (2001). Дворів — 11.

## Географія
Для села характерний помірно континентальний клімат. У селі є 1 вулиця Центральна. Нова Гребля розташована у «холодному Поділлі» — найхолоднішому регіоні Тернопільської області.

## Історія
В 1805—1870 роках у Новій Греблі діяла паперова фабрика, яка за потужністю займала 2-е місце в Галичині.
12 червня 2020 року, відповідно до Розпорядження Кабінету Міністрів України від  № 724-р «Про визначення адміністративних центрів та затвердження територій територіальних громад Тернопільської області», село увійшло до складу Саранчуківської сільської громади.
19 липня 2020 року, в результаті адміністративно-територіальної реформи та ліквідації Бережанського району, село увійшло до складу новоутвореного Тернопільського району.

## Пам'ятки
- Каплиця святого Михаїла (1993),
- Насипана символічна могила УСС.

## Галерея

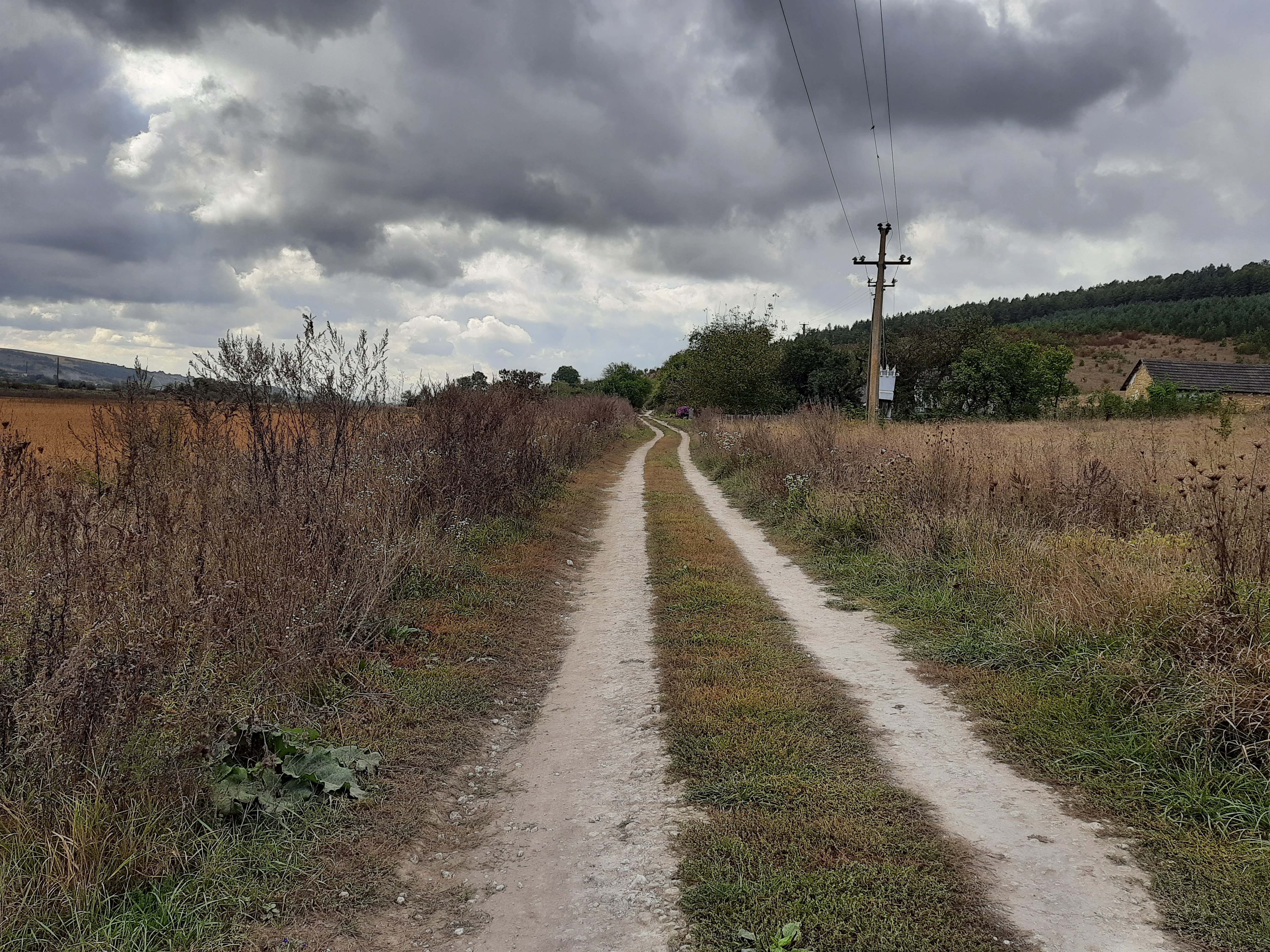
Дорога на село
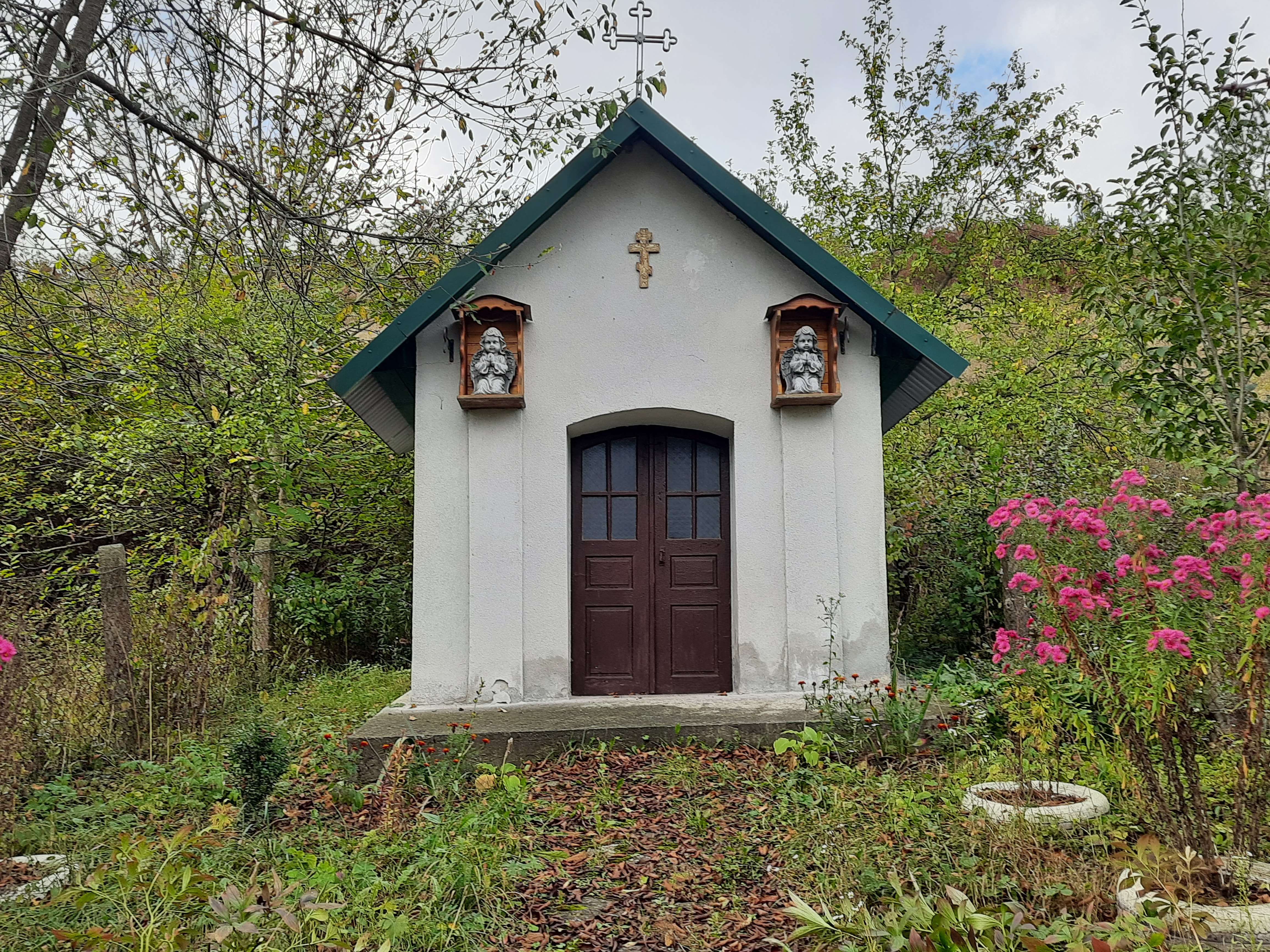
Каплиця Святого Михаїла
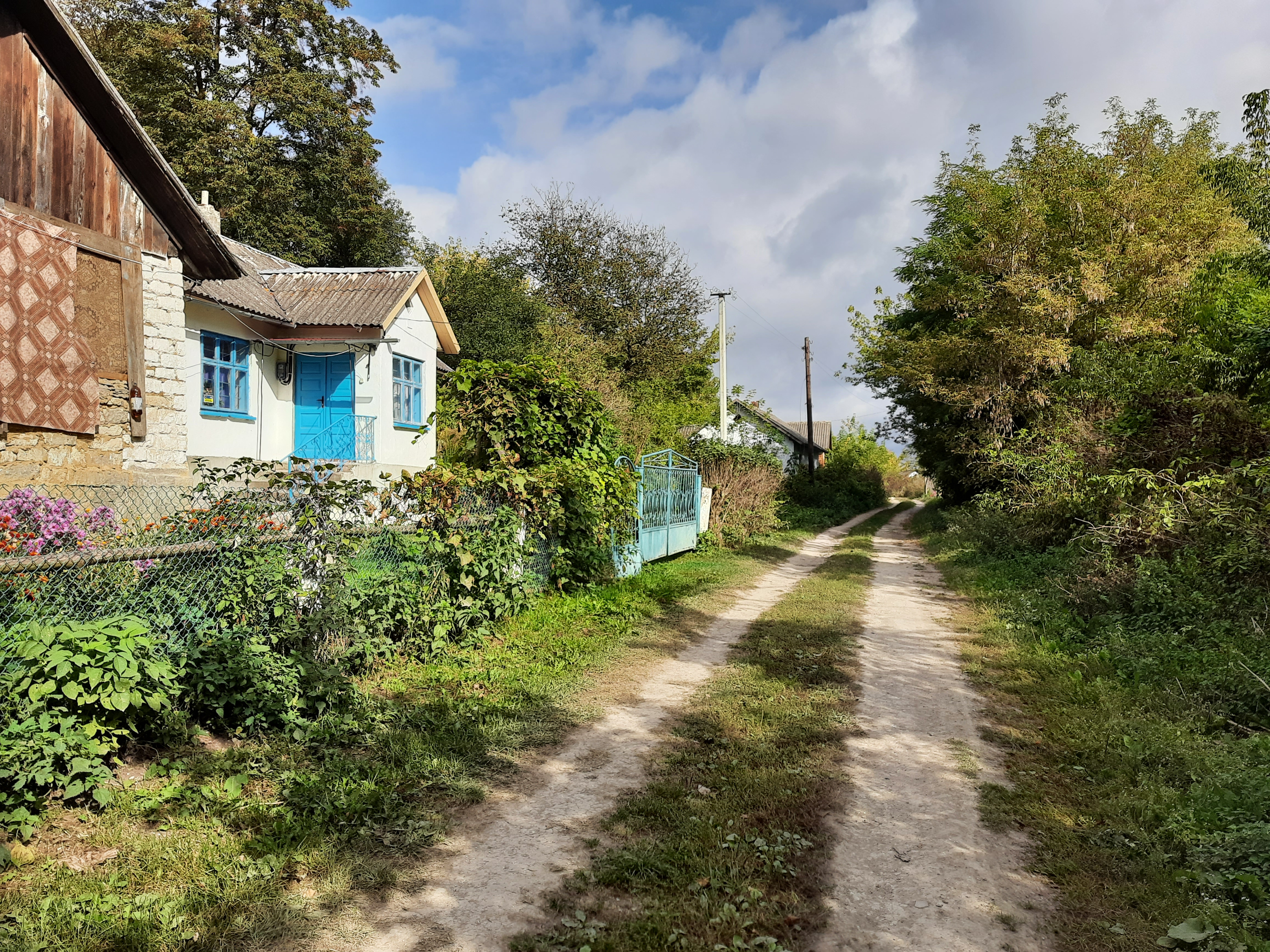
Сільська вулиця
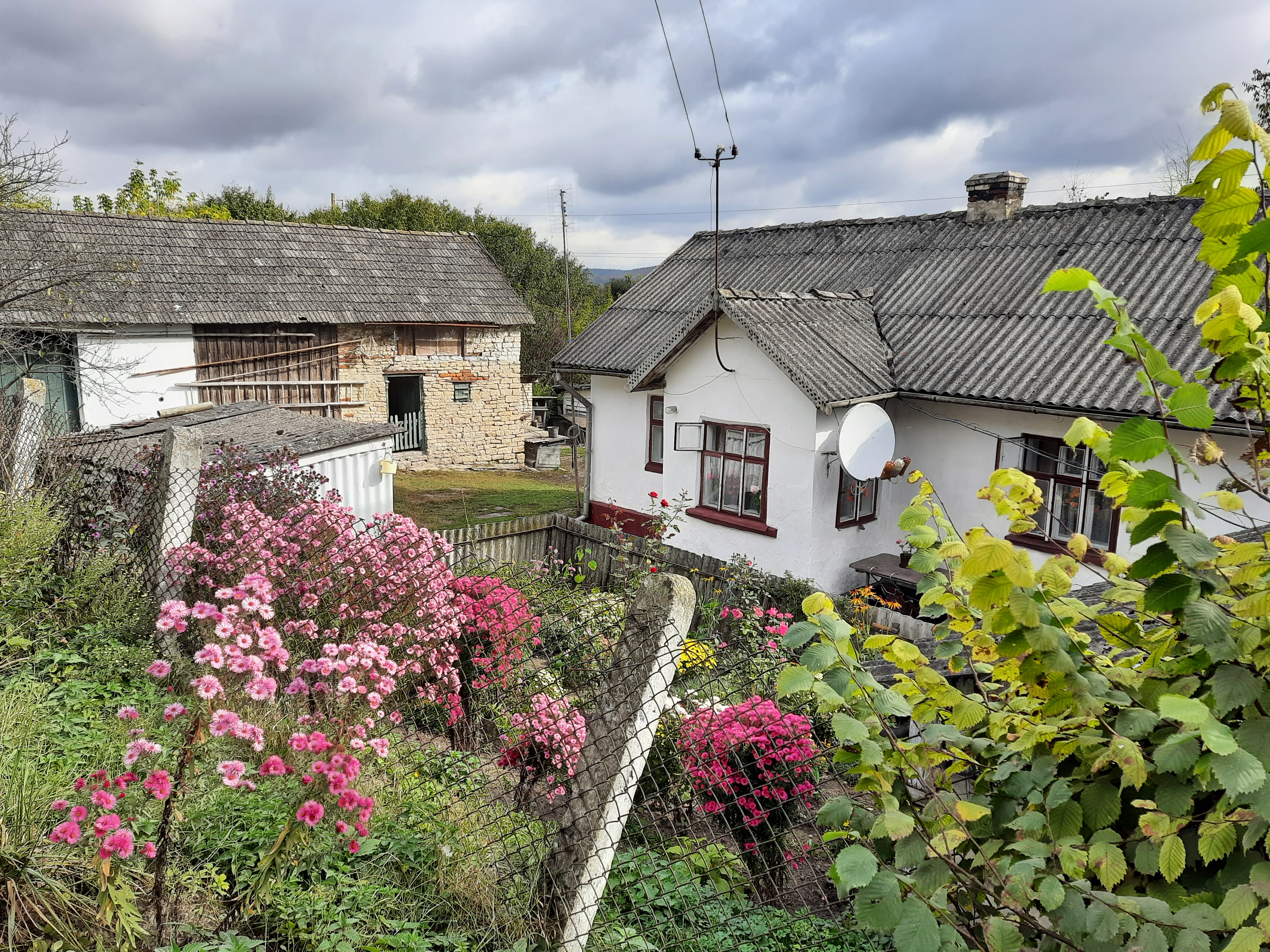
Сільська оселя
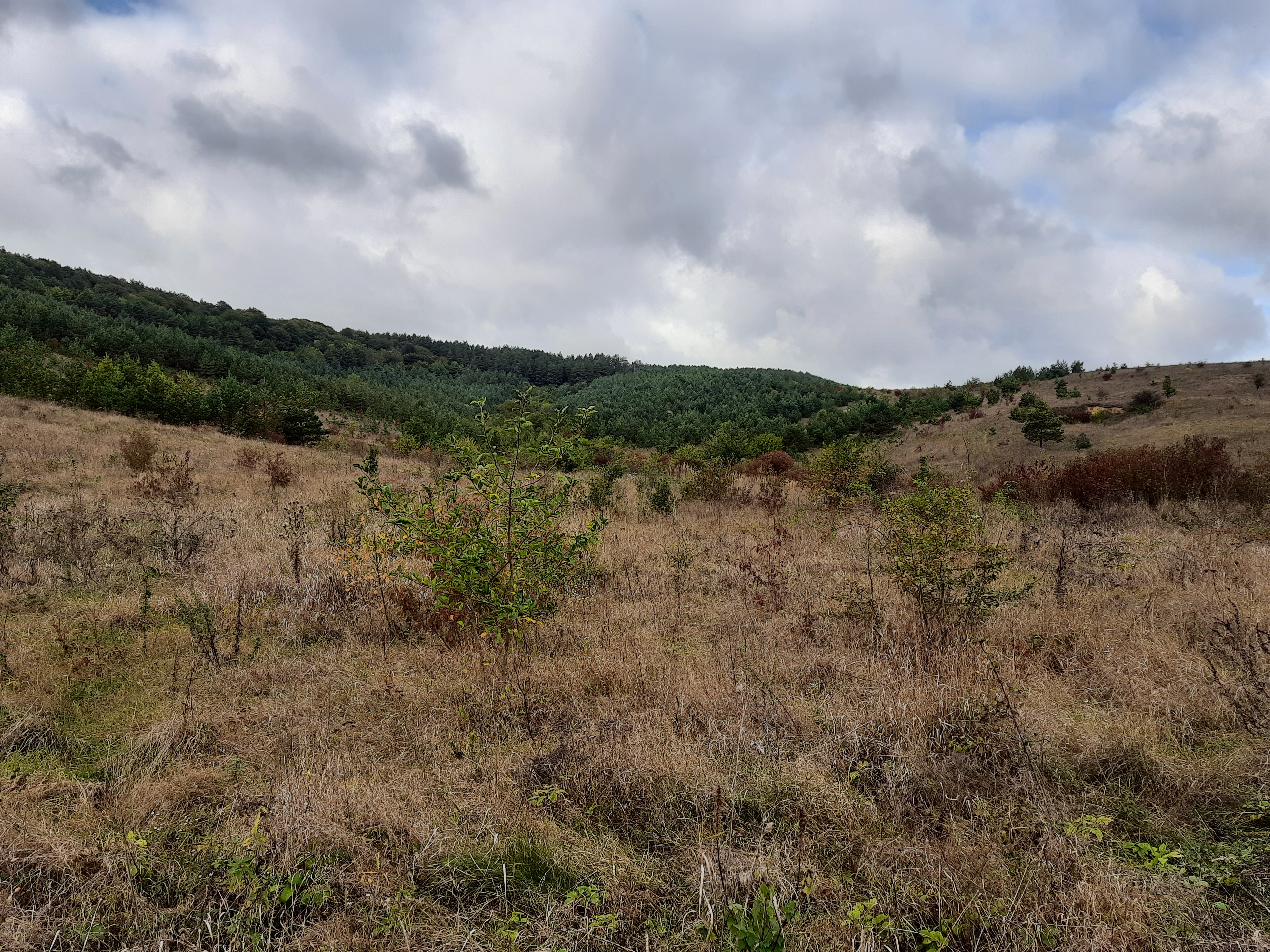
Краєвид біля села